# Sabelvägsteklar
Sabelvägsteklar (Pompilus) är ett släkte av steklar som beskrevs av Fabricius 1798. Sabelvägsteklar ingår i familjen vägsteklar.
Släktet innehåller bara arten Pompilus cinereus.